# Хонхорст
Хонхорст (нем. Hohnhorst) — община в Германии, в земле Нижняя Саксония.
Входит в состав района Шаумбург. Подчиняется управлению Ненндорф. Население составляет 2128 человек (на 31 декабря 2010 года). Занимает площадь 188 км².
Коммуна подразделяется на 6 сельских округов.
| Год  | Население |
| ---- | --------- |
| 1990 | 1986      |
| 1995 | 2107      |
| 2000 | 2197      |
| 2005 | 2235      |
| 2010 | 2170      |